# Resident Evil: Zagłada
Resident Evil: Zagłada (ang. Resident Evil: Extinction) – kanadyjsko-niemiecko-japońsko-meksykański horror postapokaliptyczny z 2007 roku w reżyserii Russella Mulcahy’ego, oparty na popularnej grze komputerowej. Zdjęcia kręcono w Mexicali w meksykańskim stanie Kalifornia Dolna.

## Fabuła
Korporacji Umbrella nie udało się powstrzymać rozprzestrzeniania się wirusa „T”. Po jakimś czasie ogarnia on całą planetę, a jedynym sposobem na przetrwanie jest ciągła ucieczka przed zombie. Alice używa swych niezwykłych zdolności by uratować grupę ocalałych, i zamierza wyruszyć z nimi na Alaskę, gdzie ma znajdować się bezpieczna strefa. Naukowcy z korporacji żyją pod ziemią i przeprowadzają badanie na żywych trupach, chcąc ich wyleczyć. Próbują oni sklonować Alice w celu uzyskania antidotum na wirus „T”, a zarazem chcą zawładnąć nad nią samą. Jednak ta próba się nie udaje. Alice dostaje się do wnętrza laboratorium ukrytego pod ziemią i stacza walkę z naukowcem, który zmienił się pod wpływem zmutowanej odmiany wirusa. Okazuje się, że jedynym lekarstwem na wirusa jest krew głównej bohaterki. Alice wraz z setkami swoich klonów odkrytych w kompleksie laboratorium wyrusza do walki z Umbrellą i wirusem „T”.

## Obsada
- Milla Jovovich – Alice
- Ali Larter – Claire Redfield
- Iain Glen – Dr Isaacs / Tyrant
- Oded Fehr – Carlos Olivera
- Mike Epps – L.J.
- Spencer Locke – dziewczynka z Kmart
- Ashanti – Betty
- Gary Hudson – kapitan Umbrelli
- Peter O’Meara – brytyjski wysłannik
- Rusty Joiner – Eddie
- Ramón Franco – Runt
- William Abadie – wysłannik
- Christopher Egan – Mikey
- John Eric Bentley – technik Umbrelli
- Matthew Marsden – kapitan Alexander Slater
- Jason O’Mara – Albert Wesker